# Peter Karlsson
Peter Karlsson (Stenstorp, 29. svibnja 1969.), bivši švedski stolnotenisač.
 Počeo je igrati stolni tenis s 8, a postao je profesionalac s 19. godina. 

Najbolji plasman na svjetskoj ljestvici bilo mu je 11. mjesto u travnju 2003. godine.
Danas je Peter Karlsson humanitarac. Član je kluba 'Champions for Peace', skupine 54-ero elitnih sportaša koji šire mir svijetom kroz sport, a taj je klub osnovala organizacija Peace and Sport. U listopadu 2010. godine Peter Karlsson je posjetio Dili, glavni grad Istočnog Timora, da pokrene inicijativu 'Ping Pong Ba Dame' (Stolni tenis za mir), koju su organizirali Peace and Sport i Svjetska stolnoteniska organizacija (ITTF).